# St. Trinitatis (Herrengosserstedt)

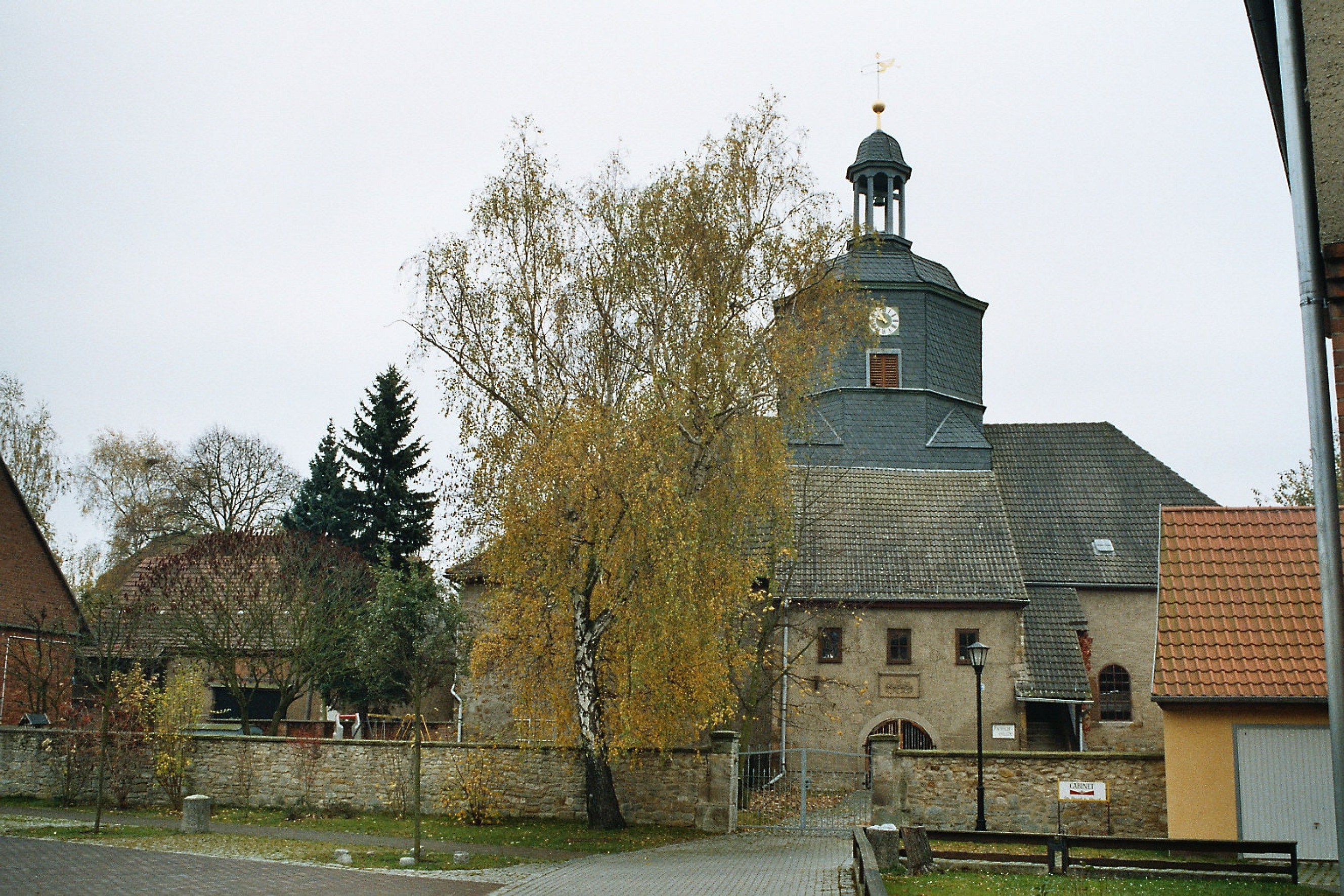
Kirche St. Trinitatis Herrengosserstedt

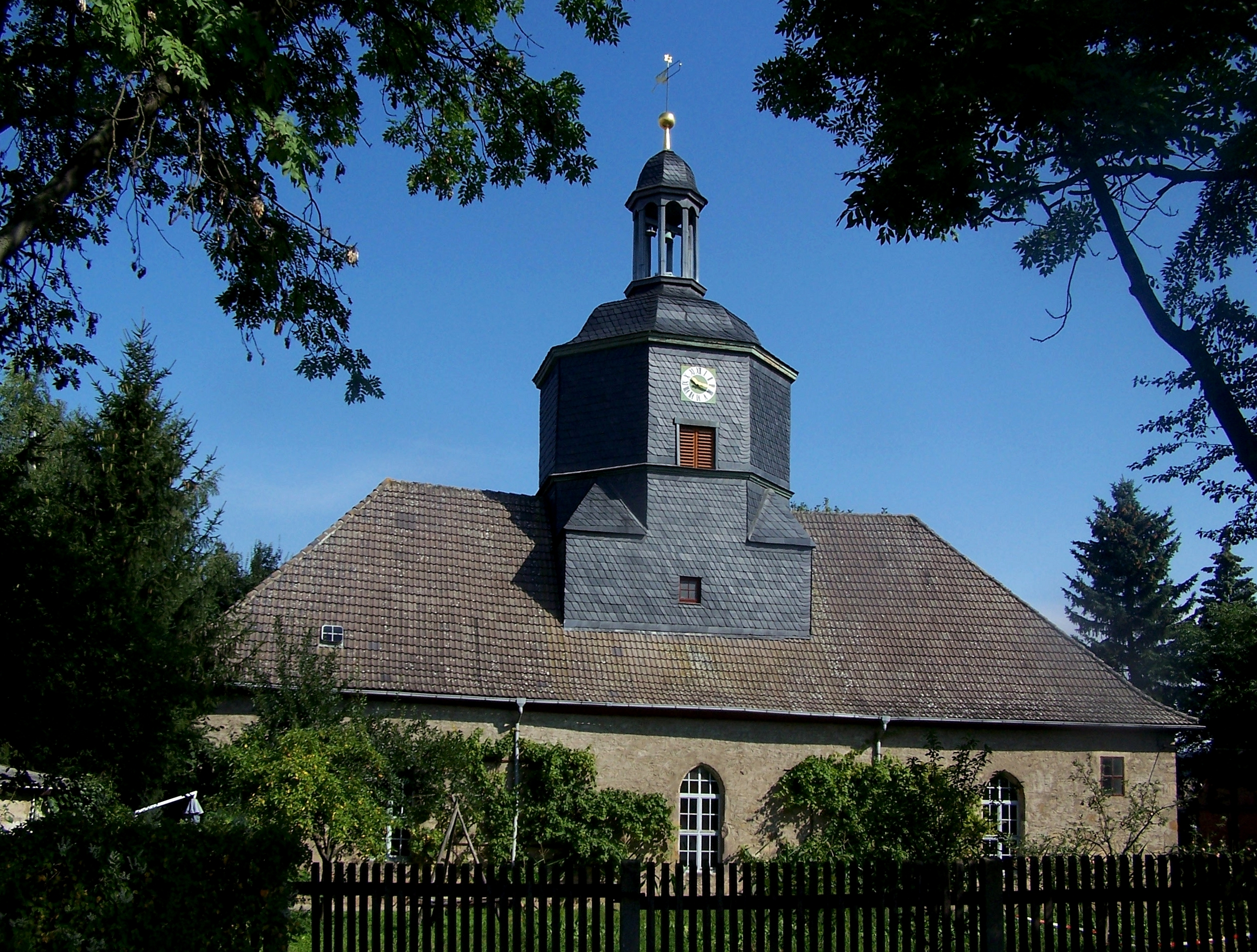
Rückansicht

Die evangelisch-lutherische Kirche St. Trinitatis befindet sich in der Schulstraße von Herrengosserstedt im Burgenlandkreis in Sachsen-Anhalt. Das Gebäude wurde in den Jahren 1659 bis 1679 errichtet und steht unter Denkmalschutz. Die dazugehörige Gemeinde gehört zum Pfarrbereich Eckartsberga im Kirchenkreis Naumburg-Zeitz der Evangelischen Kirche in Mitteldeutschland.

## Beschreibung

### Gebäude
Die große Saalkirche besitzt einen Dachturm mit Achteckgeschoss und Laterne. Dieser befindet sich über einem als Vorchor ausgeschiedenen Teil des Saals. Im Innern ist er durch gedrehte Holzstützen unterteilt. An der Nordseite befindet sich eine Wappentafel aus dem Jahr 1675.

### Innenraum
Im Innern befindet sich eine zweigeschossige Hufeisenempore sowie eine zylindrische hölzerne Kanzel aus der Bauzeit.

## Ausstattung
Zu den Besonderheiten von St. Trinitatis gehören das barocke Kreuzigungsgemälde sowie ein Holzepitaph für Friedrich Wilhelm Marschall. Die Kirchenglocke im Kirchturm wurde von Johann Georg und Johann Gottfried Ulrich 1774 in Apolda gegossen.

## Orgel
Die Orgel der Kirche wurde 1786 von dem Orgelbauer Johann Christoph Dinger aus Großbrembach erschaffen und verfügt über einen grazilen Rokokoprospekt. 1885 ersetzte Emil Heerwagen aus Klosterhäseler die Trompete im Hauptwerk durch eine Flöte, 1917 mussten die Prospektpfeifen zu Kriegszwecken abgegeben werden, eine Instandsetzung 1937 durch Furtwängler & Hammer aus Hannover führte zu weiteren Eingriffen in den Registerbestand.
Das Instrument hatte ursprünglich 19 und hat heute 17 Register (die beiden Zungenstimmen sind derzeit noch nicht rekonstruiert) auf zwei Manualen und Pedal. Restauriert wurde es von Ende der 1990er-Jahre bis 2001 von dem Unternehmen Vogtländischer Orgelbau Thomas Wolf. Seine Disposition lautet:
| I Hauptwerk C, D–c3 |                 |       |
| 1.                  | Viola di Gamba0 | 8′    |
| 2.                  | Bordun          | 8′    |
| 3.                  | Quintatön       | 8′    |
| 4.                  | Principal       | 4′    |
| 5.                  | Gemshorn        | 4′    |
| 6.                  | Octave          | 2′    |
| 7.                  | Quinte          | 1 ⁄3′ |
| 8.                  | Mixtur III      | 1′    |
| 9.                  | Trompete        | 8′    |

| II Oberwerk C, D–c3 |                       |    |
| 10.                 | Lieblich Gedackt      | 8′ |
| 11.                 | Flaut Travers (ab c)0 | 8′ |
| 12.                 | Kleingedackt          | 4′ |
| 13.                 | Principal             | 2′ |
| 14.                 | Waldflöte             | 2′ |
| 15.                 | Sifflöte              | 1′ |

| Pedal C, D–d1 |              |     |
| 16.           | Subbaß       | 16′ |
| 17.           | Principalbaß | 8′  |
| 18.           | Violonbaß    | 8′  |
| 19.           | Posaunenbaß0 | 16′ |

- Koppeln: Manualcoppel (II/I als Schiebekoppel), Pedalcoppel (I/P)
- Spielhilfen: Tremulant, Calcant
- Anmerkungen:

1. 1 2 3 4 5 6 7  Teilrekonstruktion.
2. 1 2 3 4 5 6  Rekonstruktion.
3. 1 2  Rekonstruktion steht noch aus.